# Copa del món ciclista femenina de Montreal
La Copa del món ciclista femenina de Montreal (oficialment: Coupe du monde cycliste féminine de Montréal) va ser una competició ciclista femenina d'un dia que es disputava a Montreal, al Quebec. Creada al 1998, va durar fins al 2009, i era una de les curses de la Copa del Món de ciclisme femení.

## Palmarès femení
| Any  | Vencedora         | Segona            | Tercera           |
| ---- | ----------------- | ----------------- | ----------------- |
| 1998 | Diana Žiliūtė     | Jeannie Longo     | Barbara Heeb      |
| 1999 | Tracey Gaudry     | Lyne Bessette     | Anna Wilson       |
| 2000 | Pia Sundstedt     | Fabiana Luperini  | Diana Žiliūtė     |
| 2001 | Geneviève Jeanson | Susanne Ljungskog | Lyne Bessette     |
| 2002 | Dede Barry        | Anna Millward     | Geneviève Jeanson |
| 2003 | Geneviève Jeanson | Nicole Cooke      | Judith Arndt      |
| 2004 | Geneviève Jeanson | Judith Arndt      | Olivia Gollan     |
| 2005 | Geneviève Jeanson | Oenone Wood       | Mirjam Melchers   |
| 2006 | Judith Arndt      | Nicole Cooke      | Kristin Armstrong |
| 2007 | Fabiana Luperini  | Mara Abbott       | Judith Arndt      |
| 2008 | Judith Arndt      | Fabiana Luperini  | Leigh Hobson      |
| 2009 | Emma Pooley       | Emma Johansson    | Trixi Worrack     |